# Különös utakon
Különös utakon Kovács Kati 1997-ben megjelent maxi CD-je, melyen más előadók dalait dolgozta fel.
Az énekesnő 1997-ben különös lemezzel jelentkezett, ezért is lett a címe: Különös utakon. Kovács Kati dalait ugyanis rengeteg kollégája énekelte már, de most először Kati adta elő mások dalait.

## Dalok
1. Búcsúzni kell (Time To Say Goodbye)
2. Hogyan tudnék élni nélküled
3. Kócos - Azt mondta - Rohan  (Mix)
4. Az utcán

Eredeti előadók: 
1. Andrea Bocelli és Sarah Brightman
2. Demjén Ferenc
3. Metro együttes, Omega együttes, Koncz Zsuzsa
4. Illés-együttes,